# Mose ben Abraham Fränkel
Mose(s) ben Abraham Fränkel (geboren am 30. Juni 1739 in Berlin; gestorben am 20. Februar 1812 in Dessau) war ein deutscher Rabbiner.
Moses Fränkel war der Sohn von Abraham Fränkel. Er war 1787 (unbezahlter) Dajan (Richter am Rabbinatsgericht) in Dessau und „Messrabbiner“ in Leipzig.
Zuletzt wirkte er als Rabbiner in Dessau, wo er auch starb.
Er war der Vater von David ben Mose Fränkel.

## Werke
- Beer Moscheh. Berlin 1803 (Responsen).
- Habeurim de diwre Koheleth. Ein zweifacher Kommentar kabbalistisch und talmudisch zu Ecclesiastes. Dessau 1809.